# Ганс Генріці
Ганс Генріці (нім. Hans Henrici; 15 січня 1895, Гаген — 23 квітня 1960, Негайм-Гюстен) — німецький офіцер і підприємець, дипломований інженер, генерал-майор вермахту. Кавалер Лицарського хреста Хреста Воєнних заслуг з мечами.

## Біографія
Після початку Першої світової війни 5 серпня 1914 року вступив добровольцем в запасний батальйон піхотного полку «Принц Фрідріх Нідерландський» (2-го вестфальського) №15. 10 жовтня 1914 року переведений в запасний батальйон Гогенцоллернського пішого артилерійського полку №13. З січня 1916 року служив в 247-й, потім — 246-й і 360-й батареях. З 11 листопада 1916 по березень 1917 року прошов підготовку в запасному батальйоні пішого артилерійського полку «Генералфельдцойгмайстер» (Бранденбурзького) №3, після завершення якої продовжив службу в цьому полку. З жовтня 1917 по березень 1918 року перебував на лікуванні. В квітні 1918 року повернувся в запасний батальйон свого полку. З 26 липня 1918 року — інструктор з використання трофейного озброєння в губернаторстві Майнц.
З 12 грудня 1918 року — ад'ютант запасного батальйону пішого артилерійського полку «Генералфельдцойгмайстер» (Бранденбурзького) №3. З 12 березня 1919 року — командир батареї Балтійського ландесверу. З липня 1919 року — ад'ютант розрахункової служби пішого артилерійського полку «Генералфельдцойгмайстер» (Бранденбурзького) №3. З 18 лютого 1920 року служив в 20-му артилерійському полку. З 1 жовтня 1920 по 27 січня 1921 року пройшов курс стрільби в Ютербозі, після чого служив в 9-й батареї 1-го (прусського) артилерійського полку. З 1 жовтня 1923 по березень 1928 року вивчав машинобудування у Вищому технічному училищі Берліна-Шарлоттенбурга. З 1 квітня 1928 року служив в управлінні озброєнь сухопутних військ Імперського військового міністерства. З 1 квітня 1929 року — командир 1-ї батареї 1-го (прусського) артилерійського полку. З 1 березня 1932 року — референт управління озброєнь сухопутних військ ІВМ.
З 12 жовтня 1937 року — командир 1-го дивізіону 13-го артилерійського полку, з 30 вересня 1939 року — всього полку. З 4 листопада 1939 року служив в управлінні озброєнь сухопутних військ ОКГ, з 1 лютого 1940 року — начальник відділу озброєнь управлінської групи з виробництва озброєнь, з 1 серпня 1940 року — начальник всієї групи. Одночасно з 1944 року в якості представника ОКГ був членом контрольної ради колективного товариства гірничої промисловості «Монтан». Після Липневої змови був ув'язнений на 3 тижні, проте був звільнений, оскільки безпосередня участь Генріці в змові не була доведена. 8 травня 1945 року взятий в полон американськими військами. В травні 1947 року звільнений.
Після звільнення з полону зайняв місце свого померлого тестя Альфреда Брекельманна в якості одного з виконавчих директорів фірми Brökelmann, Jäger und Busse, що виробляє комплектуючі для виробництва освітлення та побутової техніки. Після смерті Генрці його місце зайняв старший син Дітер.

## Сім'я
В 1936 році одружився з Евою Брекельманн. В пари народились 3 дітей — Ганс-Дітріх «Дітер» (1937), Крістіна (1938) і Ганс (1941).

## Звання
- Єфрейтор (12 травня 1915)
- Унтерофіцер (6 травня 1916)
- Фанен-юнкер (11 листопада 1916)
- Фенріх (14 червня 1917)
- Лейтенант (18 серпня 1917)
- Оберлейтенант (1 жовтня 1923)
- Гауптман (1 травня 1928)
- Майор (1 березня 1935)
- Оберстлейтенант (1 січня 1938)
- Оберст (1 квітня 1940)
- Генерал-майор (1 липня 1943)

## Нагороди
- Залізний хрест
  - 2-го класу (4 травня 1917)
  - 1-го класу (30 вересня 1918)
- Балтійський хрест (1920)
- Почесний хрест ветерана війни з мечами (15 грудня 1934)
- Медаль «За вислугу років у Вермахті» 4-го, 3-го і 2-го класу (18 років; 2 жовтня 1936) — отримав 3 нагороди одночасно.
- Орден військових заслуг (Іспанія) 3-го класу (1939)
- Застібка до Залізного хреста 2-го класу (26 вересня 1939)
- Хрест Воєнних заслуг 2-го і 1-го класу з мечами (30 січня 1942) — отримав 2 нагороди одночасно.
- Німецький хрест в сріблі (5 червня 1943)
- Орден Корони короля Звоніміра 1-го ступеня з мечами (Незалежна Держава Хорватія)
- Лицарський хрест Хреста Воєнних заслуг з мечами (1 вересня 1944 або 10 лютого 1945)